# Shepherdswell
Shepherdswell – wieś w Anglii, w hrabstwie Kent, w dystrykcie Dover. Leży 15 km na południowy wschód od miasta Canterbury i 101 km na wschód od centrum Londynu. W 2001 miejscowość liczyła 1542 mieszkańców.